# Friesenhof (Lichtenfels)
Friesenhof ist ein Gemeindeteil der Stadt Lichtenfels im oberfränkischen Landkreis Lichtenfels in Bayern.

## Geografie
Die Einöde liegt etwa drei Kilometer südöstlich von Lichtenfels am Nordhang des 481 Meter hohen Berges Hoher Rangen.

## Geschichte
Grundlage für den Ortsnamen war der Flurname „Friesen“.
Die Erstnennung erfolgte 1348 bei den Einkünften des Hochstift Bamberg als „in loco dicto Friesen“ bei der Stadt Lichtenfels. 1363 gaben die Brüder Dietz, Hans und Gundeloh, Marschälle von Kunstadt, alle ihre Äcker in der „Frisen“ bei Lichtenfels tauschweise dem Kloster Langheim. Im Jahr 1731 gehörte dem Kloster Langheim ein centfreies Gut, die „Wappnitz“ oder die „Friesen“ genannt, bebaut mit Haus, Stadel und Backofen. 1794 folgte eine Erwähnung von Mistelfeld mit dem „Friesenhofe“.
1862 war die Eingliederung von Friesenhof, das seit 1818 zur Landgemeinde Mistelfeld gehörte, in das neu geschaffene bayerische Bezirksamt Lichtenfels.
1871 hatte Friesenhof sechs Einwohner und vier Gebäude. Die zuständige katholische Kirche und Schule befand sich im ein Kilometer entfernten Mistelfeld. 1900 zählte die Einöde ein Wohngebäude und vier Einwohner. 1925 lebten vier Personen in dem Wohngebäude. Die zuständige evangelische Pfarrei war im 5,0 Kilometer entfernten Lichtenfels. 1950 waren es vierzehn Einwohner und ein Wohngebäude.
Im Jahr 1970 und 1987 hatte Friesenhof sechs Einwohner.
Am 1. Januar 1974 wurde Mistelfeld mit der Einöde Friesenhof in die Stadt Lichtenfels eingegliedert.